# Sergio Noda
Sergio Noda Blanco (L'Avana, 23 marzo 1987) è un pallavolista spagnolo.
Gioca nel ruolo di schiacciatore nel Nantes.

## Carriera
La carriera di Sergio Noda inizia nella formazione spagnola del Club Voleibol Elche, dove rimane per cinque anni, prima di trasferirsi nella stagione 2008-09 al Club Voleibol Almería, con cui vince una coppa nazionale e una Supercoppa. Viene convocato per le European League 2008 e 2009 dalla nazionale spagnola, con la quale conquista due medaglie d'argento.
A partire dalla stagione 2009-10 si trasferisce in Italia, dove gioca per due anni nella seconda divisione nazionale con i Lupi Pallavolo di Santa Croce e conquista una Coppa Italia di Serie A2; nello stesso periodo ottiene un'altra medaglia d'argento con la nazionale spagnola alla European League 2010. Nel 2011-12 passa alla Pallavolo Città di Castello, sempre in Serie A2, conquistando con la nazionale la sua quarta medaglia nella European League 2011, questa volta di bronzo.
Nella stagione 2012-13 approda in Serie A1 nella Top Volley di Latina, dove resta per due annate, per poi passare, nella stagione 2014-15, alla Pallavolo Molfetta. Per il campionato 2015-16 si accasa all'Espadon Szczecin, nella Polska Liga Siatkówki: tuttavia a metà annata viene ceduto all'Emma Villas Volley di Siena, in Serie A2, con cui vince la Coppa Italia di categoria 2016-17, venendo premiato come MVP.
Nella stagione 2017-18 veste la maglia del Nantes, nella Ligue A francese.

## Palmarès

### Club
- Coppa del Re: 1

2008-09
- Supercoppa spagnola: 1

2009
- Coppa Italia di Serie A2: 2

2010-11, 2016-17

### Nazionale (competizioni minori)
- European League 2008
- European League 2009
- European League 2010
- European League 2011

### Premi individuali
- 2017 - Coppa Italia di Serie A2: MVP